# Kronfeld (Wüstung)
Kronfeld (auch Crayenfeld) ist eine Wüstung auf der Gemarkung von Kirchberg an der Murr, einer Gemeinde im baden-württembergischen Rems-Murr-Kreis. Über die Geschichte der Siedlung ist nicht mehr viel bekannt.

## Lage
Über die genaue Lage der Siedlung geben die erhaltenen Archivalien keine Auskunft. Möglicherweise lag Kronfeld im Bereich der heutigen Frießinger Mühle, die 1568 als Kronfelder Millin erwähnt wurde.

## Geschichte
Erstmals erwähnt wurde der Ort 1350 unter dem Namen Crayenfeld. An Pfingsten, den 30. Mai 1596 bestätigte der Einwohner Georg Guggag aus Kirchberg, aus einem gekauften Kräutergarten zu Kronfeld jährlich auf Martini 6 Heller Urbarzins zu zahlen.
Ob Kronfeld am Ende des 16. Jahrhunderts noch bewohnt war, bleibt ungewiss.